# آنسا اووسو
آنسا اووسو (انگلیسی: Ansah Owusu؛ زادهٔ ۲۲ نوامبر ۱۹۷۹ – ۱۹ مارس ۲۰۲۲) بازیکن فوتبال اهل بریتانیا بود.
از باشگاه‌هایی که در آن بازی کرده بود می‌توان به باشگاه فوتبال بریستول راورز، باشگاه فوتبال چلمزفورد سیتی، و باشگاه فوتبال ویمبلدون اشاره کرد.